# 카스텔피오렌티노
카스텔피오렌티노(이탈리아어: Castelfiorentino)는 이탈리아 토스카나주 피렌체현에 있는 코무네다. 피렌체에서 30km, 피사에서 40km 거리에 위치해있다.

## 자매 도시
- 프랑스 게빌레르